# Instituto Dominicano de las Telecomunicaciones
El Instituto Dominicano de las Telecomunicaciones (INDOTEL) es el organismo estatal encargado de regular y supervisar el sector de las telecomunicaciones en la República Dominicana. Fue creado mediante la Ley General de Telecomunicaciones No. 153-98, con el objetivo de garantizar el desarrollo, la competencia y el acceso equitativo a los servicios de telecomunicaciones en el país. Su labor abarca la regulación del espectro radioeléctrico, la protección de los derechos de los usuarios y la promoción de la modernización tecnológica en el sector.
Fue creado mediante la Ley General de Telecomunicaciones no. 153-98, de 1998. Su sede principal se encuentra en Santo Domingo, en la avenida Abraham Lincoln, no. 962. Su presidente es Guido Gómez Mazara.
Es un organismo directamente dependiente del Presidente de la República, no adscrito a ningún Ministerio. Como ente regulador, INDOTEL establece normativas, otorga concesiones y supervisa la calidad de los servicios de telefonía, internet, radio y televisión. Además, impulsa iniciativas para la reducción de la brecha digital y la expansión del acceso a la conectividad en zonas rurales y comunidades vulnerables. Su función es clave para el fortalecimiento del ecosistema digital y la integración del país en el desarrollo global de las telecomunicaciones.

## Historia
El Instituto Dominicano de las Telecomunicaciones (INDOTEL) es el organismo regulador del sector de telecomunicaciones en la República Dominicana. Fue creado mediante la Ley General de Telecomunicaciones 153-98 y formalmente establecido en abril de 1999. La legislación le otorga autonomía funcional, jurisdiccional y financiera, con el propósito de garantizar un desarrollo estructurado y eficiente del sector.
Otras responsabilidades establecidas por la ley incluyen la elaboración de reglamentos, normas y proyectos para el desarrollo del sector de telecomunicaciones. Además, el Instituto debe garantizar el cumplimiento de los principios de universalidad del servicio, neutralidad, no discriminación y transparencia, así como fomentar una competencia equitativa, sostenible y efectiva en la prestación de servicios públicos de telecomunicaciones.

### Defensa al usuario
Una de las funciones principales del Instituto Dominicano de las Telecomunicaciones (INDOTEL) es mediar entre los usuarios, los clientes y los proveedores de servicios de telecomunicaciones en casos de disputas o inconformidades. Además, el organismo se encarga de garantizar el cumplimiento de las leyes, normativas y regulaciones que rigen el sector, supervisando que los prestadores de servicios operen dentro del marco legal establecido. En caso de incumplimiento, INDOTEL tiene la facultad de imponer sanciones y adoptar medidas correctivas para proteger los derechos de los usuarios y asegurar el funcionamiento adecuado del mercado de telecomunicaciones.

### Roaming Automático Nacional
El Roaming Automático Nacional (RAN) fue regulado en la República Dominicana mediante la Resolución núm. 070-2023 del Instituto Dominicano de las Telecomunicaciones (INDOTEL). Esta resolución establece que los usuarios de telefonía móvil pueden acceder a la red de otro operador cuando su proveedor original no tenga cobertura en una determinada área, sin que esto implique costos adicionales. El objetivo principal de la medida es mejorar la cobertura en zonas con señal limitada y asegurar una mayor conectividad en todo el país.
Tras su implementación, la resolución fue impugnada por las empresas Altice Dominicana y la Compañía Dominicana de Teléfonos (Claro), quienes presentaron un recurso de inconstitucionalidad. Sin embargo, el Tribunal Constitucional y el Tribunal Superior Administrativo confirmaron la legalidad de la medida, lo que permitió su aplicación.

### Espectro radioeléctrico
INDOTEL es el organismo encargado de garantizar que el espectro radioeléctrico de la República Dominicana sea de dominio público, para tales fines otorga permisos y autorizaciones para prestar servicios públicos de telecomunicaciones, licencias de uso del espectro radioeléctrico (radio, televisión, comunicaciones, etc), registro especial para radioaficionados, códigos telefónicos (NXX) y homologación de equipos y aparatos de telecomunicaciones. Los mismos a su vez, deben contar con una autorización de este organismo para su ingreso al país a través de las fronteras.
Desde hace décadas, empresas de telecomunicaciones de República Dominicana, en especial las telefónicas y de radio, luchan constantemente con las interferencias provenientes del vecino país, Haití, en la zona fronteriza.